# Rod Argent

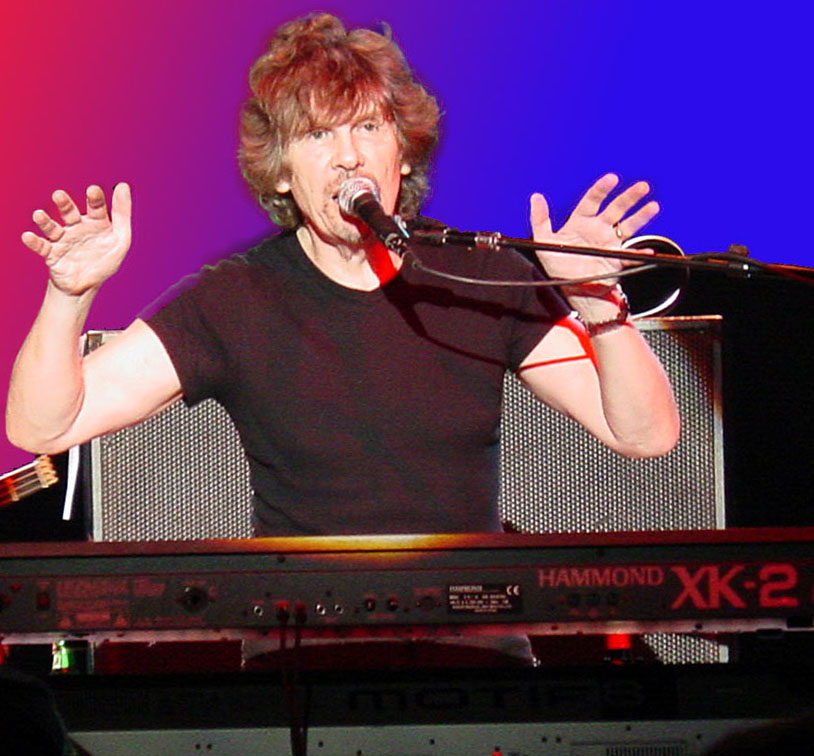
Rod Argent in 2005

Rodney Terence Argent (St Albans, 14 juni 1945) is een Brits popmusicus. Hij was medeoprichter van de bands The Zombies en Argent.

## Levensloop
Argent bezocht de beroemde St Albans School in zijn geboorteplaats. Hier kwam hij in contact met Paul Atkinson en Hugh Grundy. Zij raakten betrokken bij verschillende muziekprojecten op de school en kwamen geleidelijk in contact met muzikale leeftijdgenoten in de omgeving. Hiertoe behoorden Colin Blunstone en Chris White met wie zij een "beatgroep" vormden. Nadat deze een plaatselijke talentenjacht had gewonnen, werd het tijd voor een groepsnaam. Deze werd in het café verzonnen: The Zombies.
Aanvankelijk was Argent als solozanger van de band aangewezen, terwijl Blunstone gitaar speelde. Argents grootste talenten lagen echter bij de toetsen, terwijl hij zich al snel als componist ontplooide.
The Zombies kregen in 1964 een platencontract bij Decca Records en vertrokken naar Londen. Hier werden twee singles opgenomen, die weinig succes kenden. Een derde, met Argents compositie She's not there haalde echter wél de hoogste regionen van de hitparade. Ook buiten het Verenigd Koninkrijk werd She's not there een grote hit, zodat The Zombies optredens kregen in de rest van Europa en in de Verenigde Staten. Later werd het nummer gecoverd door Santana.
Argent was ook verantwoordelijk voor de tweede, meer bescheiden, hit van de band: Tell her no.
Het succes nam daarna snel af.
In 1967 gingen the Zombies nog eenmaal de studio's in voor het opnemen van een album: Odessey and Oracle. Nadat in 1965 Begin Here was verschenen met covers en werk van Argent en White, moest deze nieuwe LP een geheel eigen productie worden. Argent en White schreven alle twaalf nummers.
The Zombies werkten lang aan het album en Argent bespeelde er niet alleen orgel en piano, maar ook de nieuwe mellotron, waarmee het geluid van een strijkorkest werd nagebootst. Het instrument zou later in 1967 wereldfaam krijgen bij het uitkomen van het album Days of Future Passed van The Moody Blues.
Een van de nummers van het album, Time of the season, werd uiteindelijk een enorme hit. Deze Argent-compositie werd echter niet meer live gespeeld. Toen Odessey and Oracle uitkwam, waren The Zombies al gestopt.
Argent richtte zich op de vorming van een nieuwe band, die hij naar zichzelf Argent noemde. White was hier nauw bij betrokken. Niet meer als bassist - die positie werd ingenomen door Jim Rodford - maar als songwriter en producer. De nieuwe band kreeg succes met het album All Together Now, dat in 1972 verscheen. De single "Hold your head up" werd een hit in datzelfde jaar.
De groep tekende ook voor "God Gave Rock and Roll to You", dat geschreven werd door leadzanger Russ Ballard en dat later bekend werd in de uitvoering van Kiss.
Nadat Argent in 1976 stopte, werd Rod Argent een veelgevraagd sessiemuzikant. Zo speelde hij onder meer tijdens opnamen van The Who en oud-Zombiezanger Colin Blunstone. Daarnaast bleef Argent componeren en werd hij actief als producer.
Hij was in 1989 de enige van de vijf oorspronkelijke leden die niet meewerkte aan het reünie-album Return of the Zombies, maar trad in de jaren negentig wél herhaaldelijk op samen met Blunstone.
In 1997 stond hij weer met de vier andere Zombies op het podium en ook in 2004, kort voor het overlijden van gitarist Paul Atkinson, was hij van de partij bij een reünie.
In datzelfde jaar verscheen een nieuw album As far as I can see. Argent en Blunstone gingen samen met Jim Rodford, Keith Airey en Steve Rodford als Zombies-touring band op tournee en deden daarbij ook Nederland aan.
In 2007 en 2008 stonden de vier nog levende Zombies op het podium tijdens concerten die de veertigste verjaardag van Odessey and Oracle markeerden.
In 1999 nam hij een klassiek album op: Rod Argent Classically Speaking, met daarop werk van Chopin, Ravel, Bach en Grieg naast drie eigen werken in klassieke stijl.
- Biblioteca Nacional de España: XX836140
- Bibliothèque nationale de France: cb13817317d (data)
- Gemeinsame Normdatei: 134316355
- International Standard Name Identifier: 0000 0000 7141 3727
- Library of Congress Control Number: n85072602
- MusicBrainz: a477e067-629a-41bc-9878-21a6fb559a57
- Virtual International Authority File: 77741113
- WorldCat: E39PBJkmYBxkw7XW48q98HYVmd